# Anne Frank (mini-série)
Pour l’article homonyme, voir Anne Frank.
Anne Frank (Anne Frank: The Whole Story) est une mini-série américano-tchèque en 2 épisodes de 85 et 95 minutes, réalisée par Robert Dornhelm pour la chaîne américaine ABC qui la diffuse pour la première fois les 20 et 21 mai 2001. Il s'agit de l'adaptation d'une biographie d'Anne Frank écrite par la journaliste autrichienne Melissa Müller intitulée La Vie d'Anne Frank (Anne Frank: The Biography) .
Les deux épisodes ont été diffusés en France sur TF1 le 16 janvier 2002,.
La mini-série a reçu plusieurs récompenses, notamment deux Primetime Emmy Awards en 2001 et a reçu trois nominations aux Golden Globes Awards en 2002.

## Synopsis
La vie d'Anne Frank, jeune juive d'origine allemande, et de sa famille entre 1939 et 1945: les craintes d'avant-guerre, l'invasion des Pays-Bas par les troupes allemandes, la vie en cachette dans l'annexe à Amsterdam pour échapper aux nazis où Anne écrit son journal, l'arrestation par la police allemande, la déportation dans les camps d'extermination, le retour du père d'Anne, Otto, seul membre de la famille à avoir survécu.

## Distribution
- Hannah Taylor-Gordon : Anne Frank
- Jessica Manley : Margot Frank
- Tatjana Blacher (en) : Edith Frank
- Ben Kingsley : Otto Frank
- Joachim Król : Hermann van Pels
- Brenda Blethyn : Auguste van Pels
- Nicholas Audsley : Peter van Pels
- Jan Niklas : Fritz Pfeffer
- Branka Katic : Charlotte Kaletta
- Lili Taylor : Miep Gies
- Rob Das : Jan Gies
- Peter Bolhuis : Victor Kugler
- Johannes Silberschneider : Johannes Kleiman
- Ela Lehotska et Suzanne Friedline (voix off) : Bep Voskuijl
- Jade Williams : Hannah Goslar
- Dominique Horwitz : Hans Goslar
- Victoria Anne Brown : Jacqueline van Maarsen
- Cees Geel : Wilhelm van Maaren
- Jeff Caster : Lammert Hartog
- Klára Issová (en) : Janny Brandes-Brilleslijper
- Robert Russell : Monsieur Keesing
- Michaela Horakova : Susanne "Sanne" Ledermann
- Holger Daemgen : Karl Silberbauer

## Fiche technique
Sauf indication contraire, les informations mentionnées dans cette section peuvent être confirmées par la base de données cinématographiques IMDb,  présente dans la section « Liens externes ».
- Réalisation : Robert Dornhelm
- Scénario : Kirk Ellis d'après La Vie d'Anne Frank de Melissa Müller
- Photographie : Elemér Ragályi
- Direction artistique : Jan Vlasák
- Décors : Ondrej Nekvasil
- Costumes : Barbara Lane
- Montage : Christopher Rouse
- Musique : Graeme Revell
- Casting : Meg Liberman, Cami Patton, Angela Terry, Job Gosschalk, Risa Kes, Suzanne Smith, Saida van der Reijd
- Production : David R. Kappes, Kirk Ellis, Hans Proppe
- Sociétés de production : Milk & Honey Pictures, Dorothy Pictures, Touchstone Television
- Société de distribution : ABC
- Pays d'origine : États-Unis et République Tchèque
- Langues originales : anglais, allemand, néerlandais, français, hébreu
- Format : 1,33 : 1 (4/3) - couleur, noir et blanc - 35 mm

## Distinctions

### Récompenses
- Primetime Emmy Awards 2001[4] :
  - Meilleure mini-série
  - Meilleure direction artistique pour une minisérie, un téléfilm ou un programme spécial
- Online Film and Television Association Awards 2001[5] :
  - Meilleure mini-série
  - Meilleur acteur dans un film ou une mini-série pour Ben Kingsley
  - Meilleure actrice dans un second rôle dans un film ou une mini-série pour Brenda Blethyn
  - Meilleure réalisation d'un film ou d'une mini-série pour Robert Dornhelm
  - Meilleure musique dans un film ou une mini-série pour Graeme Revell
  - Meilleur montage dans un film ou une mini-série
  - Meilleur éclairage dans un film ou une mini-série
  - Meilleure distribution dans un film ou une mini-série
  - Meilleur générique dans un film ou une mini-série
- Screen Actors Guild Awards 2002[5] :
  - Meilleur acteur dans une mini-série ou un téléfilm pour Ben Kingsley
- Writers Guild of America Awards 2002[5] :
  - Meilleur scénario adapté (forme longue) pour Kirk Ellis
- Humanitas Prize 2002[5] :
  - Catégorie programme de 90 minutes et plus
- Peabody Award 2002[5]

### Nominations
- Primetime Emmy Awards 2001[4] :
  - Meilleure actrice dans une mini-série ou un téléfilm pour Hannah Taylor Gordon
  - Meilleur acteur dans une mini-série ou un téléfilm pour Ben Kingsley
  - Meilleure actrice dans un second rôle dans une mini-série ou un téléfilm pour Brenda Blethyn
  - Meilleure réalisation pour une mini-série ou un téléfilm pour Robert Dornhelm
  - Meilleur scénario pour une mini-série ou un téléfilm pour Kirk Ellis
  - Meilleure photographie pour une mini-série ou un téléfilm pour Elemér Ragályi
  - Meilleur montage à caméra unique pour une mini-série, un téléfilm ou un programme spécial pour Christopher Rouse
  - Meilleur casting pour une mini-série, un téléfilm ou un programme spécial
  - Meilleur montage sonore pour une mini-série, un téléfilm ou un programme spécial
- Online Film and Television Association Awards 2001[5] :
  - Meilleure actrice dans un film ou une mini-série pour Hannah Taylor-Gordon
  - Meilleur scénario dans un film ou une mini-série pour Kirk Ellis
  - Meilleure musique dans un film ou une mini-série pour Graeme Revell
  - Meilleurs décors dans un film ou une mini-série
  - Meilleurs costumes dans un film ou une mini-série
  - Meilleurs maquillages et coiffures dans un film ou une mini-série
  - Meilleur son dans un film ou une mini-série
  - Meilleurs effets visuels dans un film ou une mini-série
- Casting Society of America Awards 2001[5] :
  - Meilleur casting pour une mini-série
- Golden Globes 2002[6] :
  - Meilleure mini-série ou meilleur téléfilm
  - Meilleure actrice dans une mini-série ou un téléfilm pour Hannah Taylor-Gordon
  - Meilleur acteur dans une mini-série ou un téléfilm pour Ben Kingsley
- Satellite Awards 2002[7] :
  - Meilleure mini-série
  - Meilleure actrice dans une mini-série ou un téléfilm pour Hannah Taylor-Gordon
  - Meilleur acteur dans une mini-série ou un téléfilm pour Ben Kingsley
- AFI Awards 2002[5] :
  - Mini-série ou téléfilm de l'année
  - Actrice de l'année dans une mini-série ou un téléfilm pour Hannah Taylor-Gordon
  - Acteur de l'année dans une mini-série ou un téléfilm pour Ben Kingsley
- Television Critics Association Awards 2002[5] :
  - Meilleur film, mini-série ou téléfilm
- PGA Awards 2002[5] :
  - Meilleur producteur pour une mini-série ou un téléfilm
- Cinema Audio Society Awards 2002[5] :
  - Meilleur mixage sonore d'un téléfilm ou d'une mini-série
- Gold Derby Awards 2010[5]
  - Meilleure mini-série de la décennie